# Ernie Andrews
Ernie Andrews (25. prosince 1927 Filadelfie – 21. února 2022) byl americký zpěvák. V dětství se s rodiči přestěhoval do Los Angeles, kde začal zpívat v kostelním sboru. Svou kariéru zahájil koncem čtyřicátých let jako člen orchestru Harryho Jamese. Během své pozdější kariéry vydal řadu alb a zpíval na albech dalších hudebníků, mezi které patří Kenny Burrell, Jay McShann nebo Gene Harris.